# Tossal de Torogó
El Tossal de Torogó és una muntanya de 1.023,6 metres que es troba aïllada entre barrancs, al sud-oest del poble de Torogó, al sud-est de la Torre de Tamúrcia i al nord d'Aulàs. Pertany al terme municipal de Tremp, del Pallars Jussà, tot i que procedeix de l'antic terme d'Espluga de Serra, de l'Alta Ribagorça, annexionat a Tremp el 1970.